# Oscar Quagliatta
Oscar Francisco Quagliatta (Montevideo, 30 ottobre 1964) è un ex calciatore uruguaiano, di ruolo attaccante.

## Palmarès

### Club

#### Competizioni nazionali
- Campionato colombiano: 1

Deportivo Cali: 1996